# Лаура (ураган)
Ураган Лаура (англ.  Hurricane Laura) — мощный ураган в Атлантике в сезоне 2020 года. Среди двенадцати именных штормов всех сезонов в бассейне Северной Атлантики это самый ранний; он образовался на восемь дней раньше Урагана Луис 1995 года. Ураган Лаура сравнивают с ураганом «Last Islands» 1856 года — сильнейшим ураганом в Атлантике, который вышел на берег американского штата Луизиана.
Ураган образовался из большой тропической волны, которая 16 августа двинулась с побережья Западной Африки и стала тропической депрессией. Лора попал на Малые Антильские острова и Пуэрто-Рико как тропический шторм, затем переместился через Доминиканскую республику, Гаити и Кубу. В это время было объявлено предупреждение о тропическом шторме и эвакуации более 260 000 человек на Кубе. Примерно тогда линия дождей достигла Южной Флориды, что привело к сильным порывам ветра, ливням, увеличению прибоя и вероятности наводнения в Флорида-Кис. 25 августа Лора вошёл в Мексиканский залив и усилился до урагана 1 категории. На следующий день, из-за более благоприятных атмосферных условий и высокой температуры моря ураган быстро усилился и стал ураганом 4 категории. 27 августа в 6:00 UTC ураган Лаура вышел на побережье штата Луизиана. В результате погибли по меньшей мере 77 человек: 31 на Гаити, четыре в Доминиканской Республике и 42 в США.